# José Luis Martínez de Ubago Ruiz de la Cuesta
José Luis Martínez de Ubago Ruiz de la Cuesta (Mondragón 1943-Vitoria  2005) fue un cardiólogo y hemodinamista español que realizó unas contribuciónes fundamentales al establecimiento de las indicaciones precoces de la cirugía conservadora valvular mitral y tricúspidea. Fue un pionero de la  angioplastia coronaria  percutánea en España.

## Biografía y trayectoria profesional
Nació en Mondragón provincia de Guipúzcoa en 1943. Realizó la carrera de Medicina en la Universidad de Valladolid, haciendo amistad con el que fuera alcalde de Bilbao Iñaki Azkuna. Posteriormente ingresó en la Clínica Universitaria de Navarra en el Departamento Cardiovascular y Respiratorio (1968-1974) donde  obtuvo el título de Especialista en Aparato Circulatorio.
En 1974 creó la Sección de Hemodinámica en el Servicio de Radiodiagnóstico del Hospital Marqués de Valdecilla de Santander, en donde permaneció hasta 1987.
A partir de entonces  emprendió un nuevo proyecto de creación de diferentes servicios de hemodinámica en centros sanitarios de carácter privado (Policlínica Gipúzcoa de San Sebastián, Clínica Fátima de Vigo, Policlínica San José de Vitoria y Clínica Reyes Católicos de Burgos).

## Contribuciones médicas
Sus estudios sobre la elasticidad valvular mitral por métodos angiográficos, que vieron la luz en 1977, así como los estudios de la dinámica del anillo valvular tricuspídeo y la función ventricular derecha, junto con los factores extravalvulares condicionantes del vaciamiento auriculoventricular izquierdo, supusieron una contribución fundamental al establecimiento de las indicaciones precoces de la cirugía conservadora valvular mitral y tricúspide.
Fue en la década de los ochenta cuando las técnicas de dilatación le llevaron a realizar, el 19 de septiembre de 1980, la primera angioplastia coronaria percutánea en España. Después vinieron las valvuloplastias pulmonares (1982-1983), mitrales (1985) y aórticas (simples, en 1987, o con apoyo de circulación extracorpórea percutánea en 1990).
José Luis fue autor de numerosas publicaciones en libros, revistas científicas y comunicaciones a congresos. En 1997 fue galardonado por la Sociedad Europea de Cardiología como reconocimiento a sus trabajos realizados en pacientes con enfermedades cardíacas.